# Живокіст кримський
Живокіст кримський (Symphytum tauricum) — вид рослин з родини шорстколистих (Boraginaceae), поширений у південно-східній і східній Європі, а також Туреччині.

## Опис
Багаторічна рослина 20–50 см. Стебла тонкі, дуже розгалужені, м'яко-волосисті. Кореневище коротке, з бульбоподібними потовщеннями. Листки м'яко сіро-волосисті, що не повстяні. Чашечка щетиниста, розділена більш ніж до середини, б. ч. на 3/4. Віночок жовтувато-білий, 8–12 мм завдовжки.

## Поширення
Поширений у південно-східній і східній Європі (Болгарія, Румунія, Молдова, Україна, Росія), а також Туреччині.
В Україні вид зростає у світлих лісах, серед чагарників, на затінених схилах балок — у Лісостепу (пд.-зх. ч.), Степу (переважно сх. ч.) і Криму.